# Andrew Marton
Andrew Marton   (Budapest, 26 de gener de 1904 - Santa Monica, 7 de gener de 1992) va ser un director de cinema hongarès-estatunidenc. Durant la seva carrera, va dirigir 39 pel·lícules i programes de televisió, i els 16 va treballar com a director de segona unitat, inclosa la carrera de carros a Ben Hur (1959).

## Biografia
Marton va néixer a Budapest, Hongria. Després de graduar-se l'escola secundària el 1922, Alfréd Deésy el va portar a Viena per treballar a Sascha-Film, principalment com a ajudant de muntatge. Al cap d'uns mesos, va cridar l'atenció del director Ernst Lubitsch, que el va convèncer de provar Hollywood. Marton va tornar a Europa el 1927, i va treballar com a editor principal de la companyia Tobis a Berlín, i més tard com a ajudant de direcció a Viena. Va dirigir el seu primer llargmetratge "Two O'Clock in the Morning", l'any 1929 a la Gran Bretanya. Es va unir a una expedició alemanya al Tibet el 1934, on va filmar Der Dämon des Himalaya. Marton va citar que era jueu com a motiu pel qual la pel·lícula no es podia estrenar amb el seu nom com a director, citant una conversa que va mantenir amb el ministre de Propaganda nazi Joseph Goebbels.
Després de tornar a Hongria, va dirigir la seva única pel·lícula hongaresa el 1935 a Budapest. Entre 1936 i 1939, va treballar amb Alexander Korda a Londres. Després de l'esclat de la Segona Guerra Mundial, es va traslladar als Estats Units. Durant les dècades de 1940 i 1950, va treballar principalment per a MGM Studios. El 1954, va fundar la seva pròpia productora amb Ivan Tors, Louis Meyer i László Benedek. Ray va treballar com a director de llargmetratges i com a director de segona unitat en moltes pel·lícules èpiques de gran pressupost. A 55 dies a Pequín, Marton va passar de la direcció de la segona unitat a actuar com un dels directors addicionals no acreditats de la pel·lícula, ideant la seqüència d'obertura de la pel·lícula.
Marton va estar actiu fins a mitjan dècada de 1970. El 7 de gener de 1992 va morir d'una pneumònia a Santa Monica, Califòrnia.

## Llegat
Les obres d'Andrew Marton se centren en l'exotisme, la natura i l'espectacle. A més dels llargmetratges, també va ser notable a la televisió, creant diverses pel·lícules de natura i supervisant episodis de sèries com Flipper i Daktari. Recordat per moments cinematogràfics com la carrera de carros de Ben Hur, o les escenes de batalla d'Adéu a les armes, va treballar com a director de segona unitat per a directors de Hollywood com William Wyler, Fred Zinnemann, Joseph Mankiewicz i Mike Nichols. El director John Landis es va referir a Marton com el seu mentor.

## Filmografia selecta

### Director
- Two O'Clock in the Morning (1929)
- Die Nacht ohne Pause (1931)
- Nordpol – Ahoi! (1934)
- Der Dämon des Himalaya (1935)
- Miss President (1935)
- Wolf's Clothing (1936)
- Secret of Stamboul (1936)
- School for Husbands (1937)
- A Little Bit of Heaven (1940)
- Gentle Annie (1944)
- Gallant Bess (1946)
- Les mines del rei Salomó (1950), USA
- Storm over Tibet (1951), USA
- The Wild North (1952), USA
- The Devil Makes Three (1952)
- Men of the Fighting Lady (1954)
- Gypsy Colt (1954)
- Prisoner of War (1954)
- Green Fire (1954), USA
- Seven Wonders of the World (1956), USA
- Underwater Warrior (1958)
- Oh Islam (1961), Egypt
- It Happened in Athens (1962)
- The Longest Day (1962), USA
- The Thin Red Line (1964), USA
- Crack in the World (1965), USA
- Clarence, the Cross-Eyed Lion (1965)
- Birds Do It (1966)
- Africa Texas Style (1967)

### Director de segona unitat
- The Seventh Cross (1944), USA
- Ben Hur (1959), USA
- Cleopatra (1963), USA
- Kampf um Rom (1968–69), Alemanya
- Catch-22 (1970), USA
- Els herois de Kelly (1970), USA
- Xakal (1973), USA
- Mahoma, el missatger de Déu (1976)

### Editor
- Eternal Love (1929), USA
- Das Lied ist aus (1930)
- Er oder ich (1930)
- Schatten der Unterwelt (1931)
- Ich geh' aus und Du bleibst da (1931)
- Ein steinreicher Mann (1932)
- Der Rebell (1932)
- Fünf von der Jazzband (1932)
- Der verlorene Sohn (1934)